# Clinocera brevicauda
Clinocera brevicauda är en tvåvingeart som beskrevs av Sinclair 2008. Clinocera brevicauda ingår i släktet Clinocera och familjen dansflugor. Inga underarter finns listade i Catalogue of Life.